# Biba (Egipt)
Biba – miasto w Egipcie, w muhafazie Bani Suwajf. W 2006 roku liczyło 57 716 mieszkańców.